# 포돌리아현

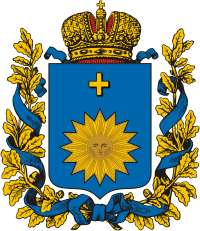
포돌리아현의 문장

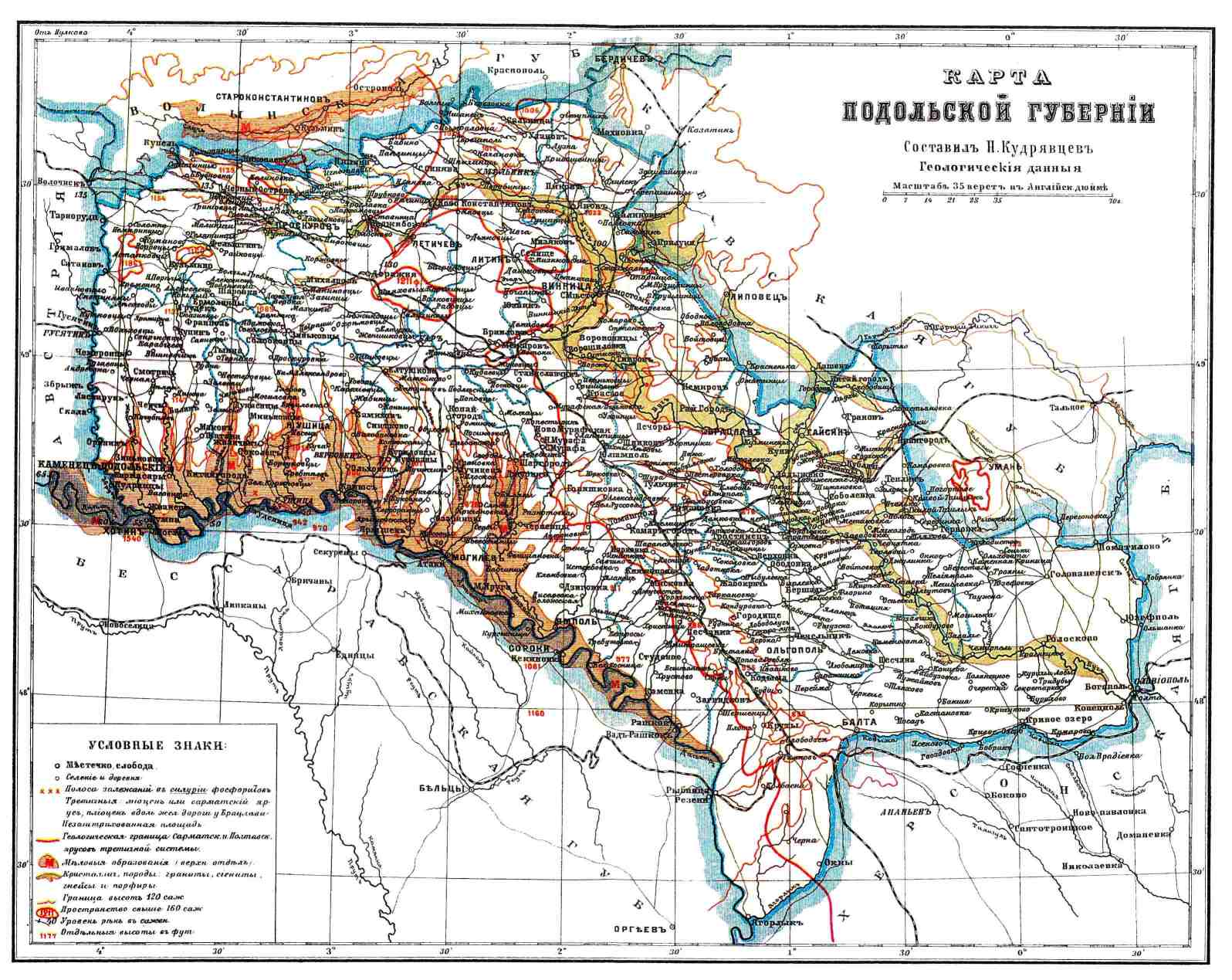
포돌리아현의 지도

포돌리아현(러시아어: Подольская губерния)은 1796년부터 1925년까지 존재했던 러시아 제국의 현으로 현도는 카미야네치포딜스키(카메네츠포돌스키)이며 면적은 42,017km2, 인구는 3,018,299명(1897년 당시 기준)이다. 현재의 우크라이나 흐멜니츠키주와 빈니차주에 걸쳐 있었다.

## 같이 보기
- 포딜리야